# Karl von Weinrich
Karl Anton von Weinrich (* 24. September 1815 in Aschaffenburg; † 19. Oktober 1903 in München) war ein bayerischer General der Kavallerie.

## Leben

### Herkunft
Sein Großvater war der bayerische Generalmajor und Kommandant von Ingolstadt Nikolaus von Weinrich (1738–1826), der am 13. Juni 1803 durch Kaiser Franz II. in den Reichsadelstand erhoben wurde. Karl war ein Sohn des späteren bayerischen Kriegsministers Georg von Weinrich (1868–1836) und dessen Ehefrau Elisabeth, geborene Schönburg (1784–1815).

### Militärkarriere
Nach dem Besuch des Kadettenkorps trat Weinrich am 31. Juli 1834 als Junker in das 4. Chevaulegers-Regiment der Bayerischen Armee ein. Ende Dezember 1836 avancierte er zum Unterleutnant und wurde mit seiner Beförderung zum Oberleutnant Anfang April 1847 in das 2. Chevaulegers-Regiment „Taxis“ versetzt. Ende des Monats folgte seine Kommandierung als Adjutant der 2. Kavallerie-Brigade. Von Anfang Juni 1847 bis Anfang Mai 1848 versah er seinen Dienst wieder im 4. Chevaulegers-Regiment „König“ und wurde anschließend als Adjutant der 2. Armee-Division kommandiert. Von diesem Kommando am 9. Dezember 1848 wieder entbunden, war er mit seinem Regiment im Juni 1849 an der Grenze zu Württemberg und im Herbst des Folgejahres an der Grenze zu Sachsen. Am 7. Februar 1851 erfolgte seine Kommandierung als Zweiter Adjutant des Kommandierenden Generals des II. Armee-Korps Anton von Gumppenberg. In dieser Eigenschaft stieg Weinrich Ende Juni 1851 zum Rittmeister auf und wurde in das 1. Chevaulegers-Regiment versetzt. Unter Entbindung von seinem Kommando wurde er Mitte August 1855 als Adjutant in das 4. Chevaulegers-Regiment versetzt und stieg Ende August 1860 zum Major auf. 1863 befand Weinrich sich einige Zeit in Österreich, um sich über den Dienst bei den dortigen Ulanenregimentern zu informieren. Im Februar 1865 zum Oberstleutnant avanciert, nahm er im Jahr darauf während des Deutschen Krieges an den Kämpfen bei Dermbach, Kissingen, Uettingen und Roßbrunn gegen die Preußische Armee teil.
Nach dem Krieg wurde er am 17. August 1866 zum Kommandeur des 5. Chevaulegers-Regiments „vacant Leiningen“ ernannt und Anfang Mai 1867 zum Oberst befördert. Nach der Mobilmachung anlässlich des Krieges gegen Frankreich war Weinrich zunächst Vorpostenkommandeur in der Pfalz zwischen Zweibrücken und dem linken Ufer des Rheins. Dort unterstanden ihm neben seinem Chevaulegers-Regiment ein Infanterie- und ein Jäger-Regiment. Er rückte dann mit seinen Chevaulegers über die französische Grenze und führte es bei Wörth, Sedan und Plessis Piquet sowie bei der Zernierung von Marsal und der Belagerung von Paris. Für sein Wirken erhielt er das Eiserne Kreuz II. Klasse.
Am 1. Mai 1873 wurde Weinrich zum Generalmajor befördert und als Kommandeur der 2. Kavallerie-Brigade nach Augsburg versetzt. Daran schloss als Generalleutnant am 24. Juli 1878 seine Ernennung zum Kommandeur der 3. Division in Nürnberg an. Weinrich beging am 30. Juli 1881 sein 50-jähriges Dienstjubiläum und wurde aus diesem Anlass mit dem Ludwigsorden geehrt. 1883 verlieh ihm Kaiser Wilhelm I. den Kronen-Orden I. Klasse und König Ludwig II. zeichnete ihn mit dem Großkreuz seines Militärverdienstordens aus. In Genehmigung seines Abschiedsgesuches wurde Weinrich am 13. März 1884 mit Pension zur z. D. gestellt.

### Familie
Weinrich heiratete am 16. September 1845 Franziska Zöller. Aus der Ehe ging der spätere bayerische Oberstleutnant Otto von Weinrich (1867–1950) hervor.